# Malaïa Belaïa
La Malaïa Belaïa (en russe : Малая Белая, c'est-à-dire « Petite (rivière) blanche ») est une rivière de Russie qui coule en Sibérie orientale, dans l'oblast d'Irkoutsk et en Bouriatie. C'est un affluent de la Bolchaïa Belaïa en rive droite, donc un sous-affluent du fleuve Ienisseï, par la Bolchaïa Belaïa puis par l'Angara.

## Géographie
La Malaïa Belaïa a une longueur de 240 kilomètres.
Son bassin versant a une superficie de 5 100 km2, surface de taille équivalente à celle du département français des Ardennes, ou encore à celle du canton suisse de Valais.
Son débit moyen ou module se monte à 70 m3/s au niveau de son point de confluence.
La rivière prend naissance au sein des Monts Saïan orientaux, dans l'extrémité nord-ouest de la Bouriatie. Son cours très sinueux se déroule globalement depuis le sud-ouest vers le nord-est. Elle se jette dans la Bolchaïa Belaïa en rive droite, une cinquantaine de kilomètres avant la confluence de cette dernière avec l'Angara.  
La Malaïa Belaïa gèle en règle générale début novembre, parfois fin octobre, et reste prise par les glaces jusque fin avril, voire début mai.

## Affluent
- L'Onot (rive gauche)

## Hydrométrie - Les débits mensuels à Toungousy
Le débit de la Malaïa Belaïa a été observé pendant 38 ans (de 1953 à 1990) à Toungousy, localité située à 79 kilomètres de son embouchure dans la Bolchaïa Belaïa. 
Le débit interannuel moyen ou module observé à la station de Toungousy durant cette période était de 61,5 m3/s pour une surface de drainage de 3 990 km2, soit près de 73 % de la totalité du bassin versant de la rivière qui compte plus ou moins 5 100 km2.
La lame d'eau écoulée dans ce bassin versant se monte ainsi à 485 millimètres par an, ce qui doit être considéré comme élevé, et correspond aux valeurs observées sur les autres cours d'eau du piémont des Saïan orientaux. 
Cours d'eau alimenté avant tout par les pluies de l'été, la Malaïa Belaïa est une rivière de régime pluvial. 
Les hautes eaux se déroulent en été, de juin à septembre, avec un sommet en juillet-août, correspondant au maximum des précipitations dans la région. En septembre, le débit commence à baisser, et cette baisse s'accentue en octobre et novembre, ce qui mène au début de la période des basses eaux. Celle-ci a lieu de novembre à avril, et correspond aux gelées intenses qui s'abattent sur toute la Sibérie. 
Le débit moyen mensuel observé en mars (minimum d'étiage) est de 12,2 m3/s, soit près de 9 % du débit moyen du mois de juillet, maximum de l'année (144 m3/s), ce qui souligne l'amplitude assez modérée des variations saisonnières, du moins dans le contexte sibérien qui affiche généralement des écarts bien plus élevés. Notons qu'il en va de même pour les bassins versants voisins, tels ceux de la Bolchaïa Belaïa et du Kitoï.
Ces écarts peuvent cependant être plus importants d'après les années. Ainsi sur la durée d'observation de 38 ans, le débit mensuel minimal a été de 8,65 m3/s en mars 1969, tandis que le débit mensuel maximal s'élevait à 273 m3/s en juillet 1953.
En ce qui concerne la période libre de glaces (de juin à septembre inclus), le débit mensuel minimal observé de la rivière a été de 54,3 m3/s en septembre 1954, ce qui restait presque abondant. 